# Morane-Saulnier MS.315
Morane-Saulnier MS.315 là một loại máy bay huấn luyện cơ bản do hãng Morane-Saulnier ở Pháp thiết kế chế tạo.

## Biến thể
MS.315
MS.315/2
MS.316
MS.317

## Quốc gia sử dụng
Pháp
- Không quân Pháp
- Hải quân Pháp

 Perú
- Không quân Peru

## Tính năng kỹ chiến thuật (MS.315)
Dữ liệu lấy từ 
Đặc điểm tổng quát
- Kíp lái: 2
- Chiều dài: 7.60 m (24 ft 11¼ in)
- Sải cánh: 12.00 m (39 ft 4½ in)
- Chiều cao: 2.80 m (9 ft 2¼ in)
- Diện tích cánh: 21.60 m2 (232.51 ft2)
- Trọng lượng rỗng: 548 kg (1208 lb)
- Trọng lượng có tải: 860 kg (1896 lb)
- Powerplant: 1 × Salmson 9Nc, 101 kW (135 hp)

Hiệu suất bay
- Vận tốc cực đại: 170 km/h (106 mph)
- Trần bay: 5500 m (18,045 ft)